# John Elder (Ingenieur)

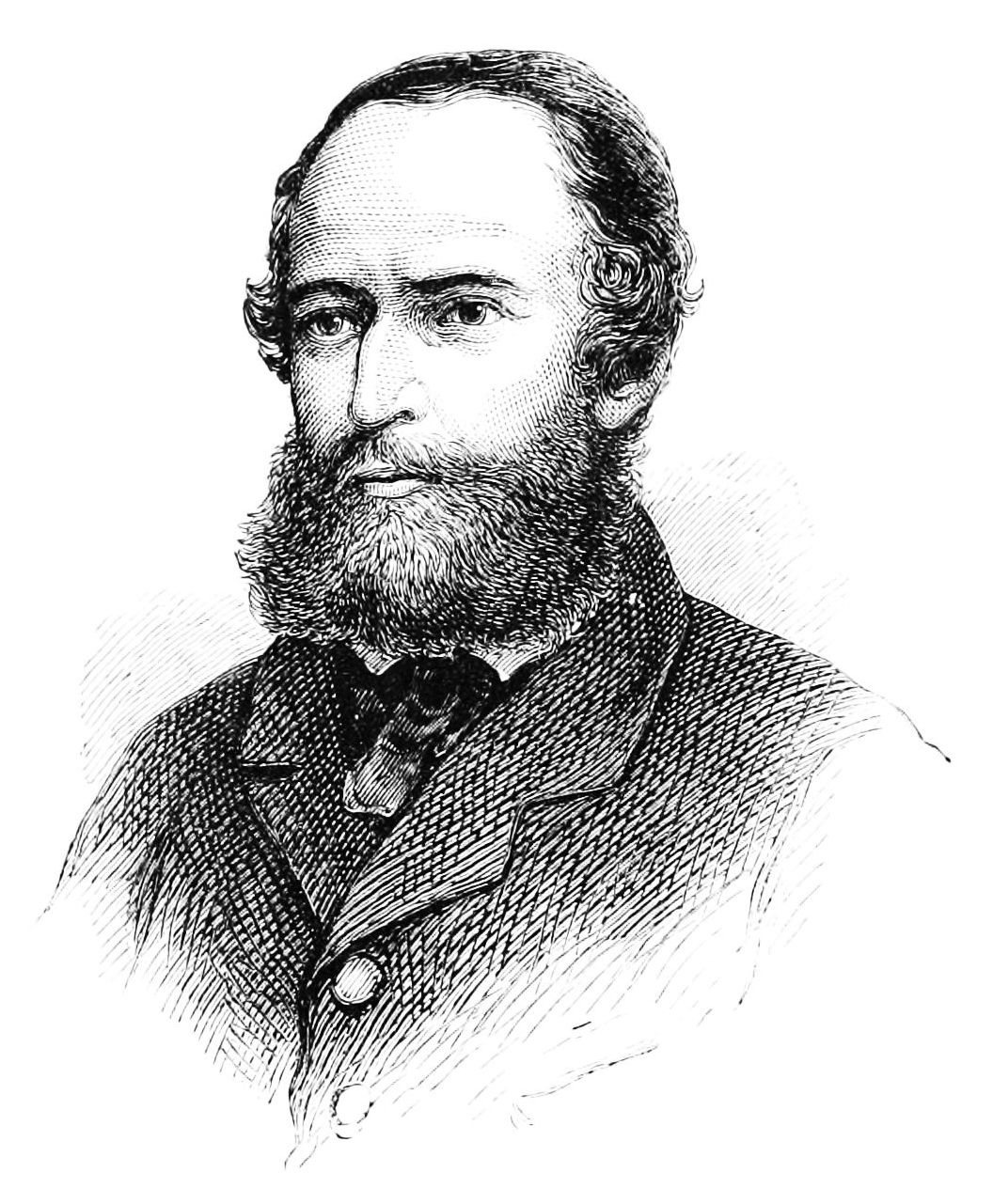
John Elder

John Elder (* 8. März 1824 in Glasgow; † 17. September 1869) war ein schottischer Schiffsingenieur, Schiffbauer, Erfinder und Unternehmer. 

## Leben
Wie sein Vater wurde Elder Konstrukteur von Schiffs-Dampfmaschinen. Elder studierte an der High School of Glasgow. Nach einer fünfjährigen Lehre bei Robert Napier  wurde er Leiter der Zeichenabteilung in Napiers Schiffsbaunternehmen. Im Jahr 1854 gelang ihm mit der Fortentwicklung der Verbunddampfmaschine eine Erfindung, die diese Dampfmaschinen kompakter (weniger Platz beanspruchend) und effizienter machte. Sie trug dazu bei, dass Dampfschiffe auf vielen Seerouten die Segelschiffe verdrängten. John Elder erhielt Patente auf viele seiner Entwicklungen; sein Unternehmen wuchs stark und beschäftigte tausende Arbeiter.
Im Jahr 1869 litt Elder an einer mehrere Monate andauernden Krankheit und begab sich daher nach London. Trotz Behandlung starb er am 17. September 1869 an einem Leberleiden. Er hinterließ seine Frau Isabella (geborene Ure, Tochter von A. Ure, esq., of Glasgow), mit der er seit 1857 verheiratet war.
Isabella wurde nach 1869 zur Mäzenin. Sie förderte die Universität Glasgow mit großen Summen und stiftete den 'John Elder Professorship of Naval Architecture and Ocean Engineering'-Lehrstuhl. Auch die Gründung des Queen Margaret College förderte sie. 
Ein im Jahr 1871 erschienener Nachruf von Prof. Macquorn Rankine beschreibt und würdigt Elders Patente und Ingenieursleistungen detailliert.

## Unternehmerische Tätigkeit
Im Jahr 1852 wurde Elder Gesellschafter des Unternehmens Randolph, Elliott, & Co. Im Jahr 1860 war das nun in Randolph, Elder, & Co. umbenannte Unternehmen erstmals im Schiffbau tätig. Im Jahr 1868 lief die Partnerschaft aus. Elder setzte den Schiffbau erfolgreich fort. Er wurde bald als Ingenieur mit außergewöhnlichem Können bekannt. Das Unternehmen wurde im Jahr 1886 zur Fairfield Shipbuilding and Engineering Company.

## Auszeichnungen
Im Glasgower Stadtteil Govan wurde im Jahr 1885 ein Park nach Elder benannt und dort eine Statue des Ingenieurs aufgestellt. Im Jahr 2012 wurde Elder in die Scottish Engineering Hall of Fame aufgenommen.